# Jeezy
Jeezy (förut Young Jeezy), egentligen Jay Jenkins, född 12 oktober 1977 i Columbia, South Carolina, är en amerikansk rappare. Han har bland annat jobbat tillsammans med Christina Milian, Lil' Wayne och DJ Khaled och var tidigare medlem i rappgruppen Boyz n da Hood tillsammans med Jody Breeze, Big Gee och Duke.

## Diskografi
- 2001 – T.U.I. Thuggin' Under the Influence
- 2003 – Come Shop wit' Me
- 2005 – Let's Get It: Thug Motivation 101
- 2006 – The Inspiration
- 2008 – The Recession
- 2010 – TM 103